# HD244394
HD244394 є хімічно пекулярною зорею спектрального класу
A1 й має видиму зоряну величину в смузі V приблизно 10,6.